# Breviceps adspersus
Breviceps adspersus é uma espécie de anfíbio anuro da família Brevicipitidae, que pode ser encontrada na África do Sul, em Angola, em Botsuana, em Essuatiní, em Moçambique, na Namíbia, na Zâmbia e no Zimbábue. Habita savanas arborizadas ou arbustivas, podendo ser vista também em cidades ou áreas agrícolas, evitando florestas ou regiões montanhosas com mais de 1 400 metros de altitude.

## Descrição e comportamento
Sua coloração varia entre o marrom claro e o escuro, possuindo linhas amareladas ou alaranjadas ao lado da região da coluna vertebral, que pode apresentar uma listra mais clara, e nas laterais do corpo, havendo também uma listra preta do olho até as axilas. Alguns indivíduos também apresentam manchas escuras pelo corpo. A textura de sua pele dorsal pode ser lisa ou granulosa, e a ventral é lisa e sem marcas, e não possuem tímpano visível. As fêmeas possuem a garganta malhada e a dos machos pode ser toda preta ou malhada.
Durante o inverno, que é o período das secas, os indivíduos se abrigam em tocas de quinze a trinta centímetros de profundidade, próximos ou debaixo de troncos, pedras ou raízes de árvores. Quando começam as chuvas, geralmente na primavera ou no verão, os machos se desenterram e começam a vocalizar próximos aos seus esconderijos, em pequenas depressões de grama ou ervas, podendo retornar para o abrigo caso as chuvas cessem, a temperatura aumente demais ou ao se sentirem ameaçados. Toda vez que algum macho coaxa, os machos na proximidade tendem a vocalizar juntos como resposta.
Após a fêmea escolher o macho, eles realizam o amplexo, com ele subindo sobre seu dorso e permanecendo colados devido uma substância grudenta secretada por ele. Enquanto isso, a fêmea escava um ninho de trinta centímetros de profundidade, onde serão depositados 45 ovos envolvidos em cápsulas gelatinosas. Após a oviposição, as fêmeas permanecem por perto até a eclosão dos ovos e eles estarem desenvolvidos suficientemente para poder abandonar o ninho, não havendo uma explicação conhecida para esse comportamento. Eles apresentam desenvolvimento direto, ou seja, não possuem fase larval aquática.

## Subespécies
Atualmente, são conhecidas duas subespécies para esta espécie, que puderam ser identificadas a partir de análises moleculares e de sua vocalização, que na B. a. pentheri é mais semelhante com a da espécie Breviceps mossambicus. As duas subespécies são:
- Breviceps adspersus adspersus
- Breviceps adspersus pentheri